# هشام أحمد منصور
هشام أحمد منصور النايم (ولد في 24 يونيو 1990 في المحرق، البحرين) لاعب كرة قدم دولي بحريني يجيد اللعب في مركز الوسط المحوري. يلعب حاليا لصالح النجمة الذي ينافس في الدوري البحريني الممتاز منذ 2019.